# Tifata

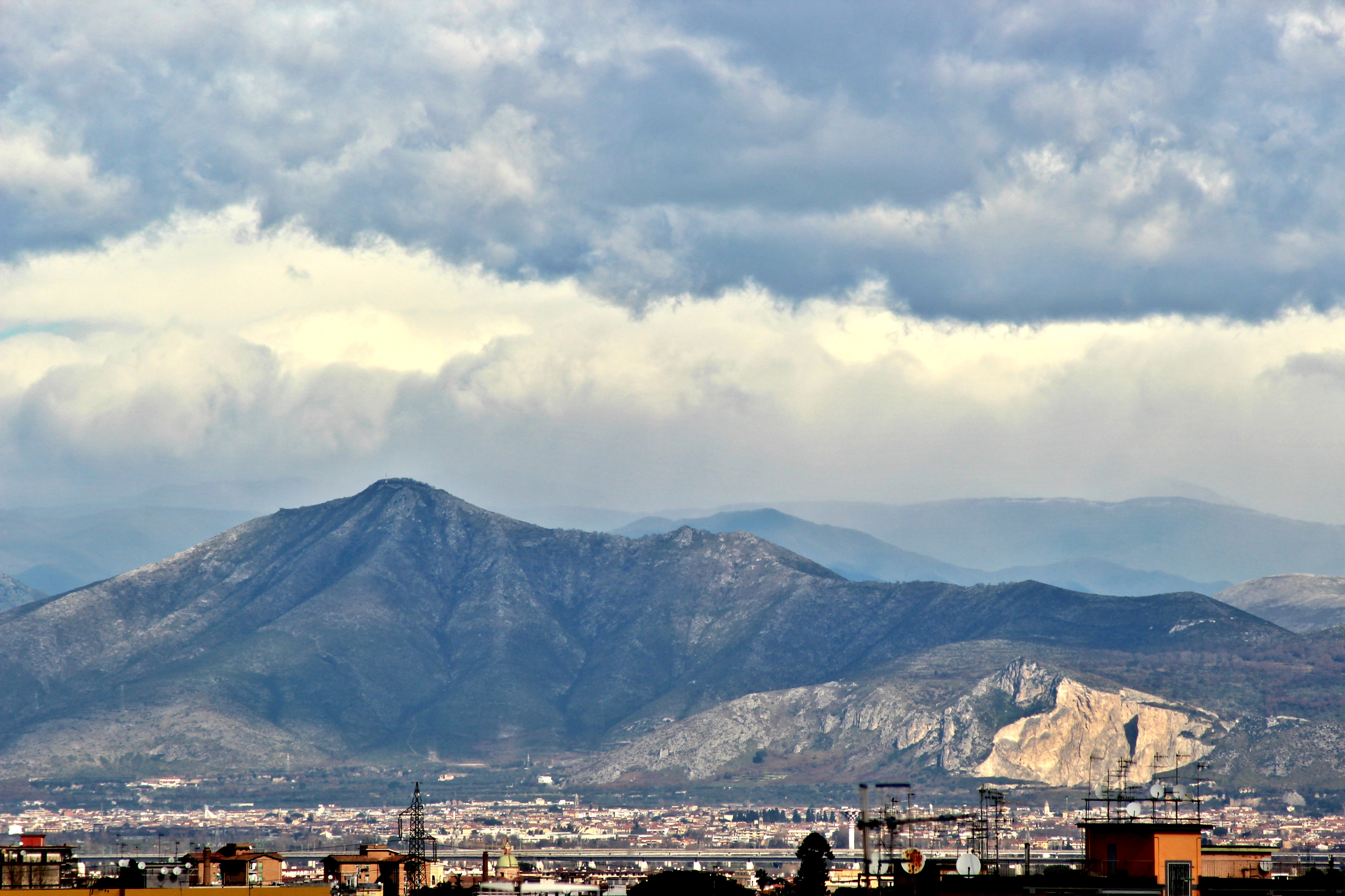
Monte Tifata

Tifata (altgriechisch τὰ Τιφατῖνα ὄρη ta Tiphatina ore) ist der antike Name eines im Altertum mit Eichen dicht bewaldeten Berglandes im Osten der antiken kampanischen Stadt Capua und der heutigen italienischen Provinzhauptstadt Caserta. Heute trägt es den Namen Monti di Maddaloni. Die höchste Erhebung ist der Monte Tifata mit 604 m Höhe.
Am Westhang, etwa 5–6 Kilometer von Capua entfernt, befand sich ein Tempel der Diana Tifatina, am Osthang ein Tempel des Iuppiter Tifatinus, von dem noch Fundamentreste existieren.
In dieser Gegend fanden immer wieder Räuberbanden Unterschlupf. Hannibal machte die Tifata-Berge für einige Zeit zu seiner Operationsbasis. Im Jahr 83 v. Chr. besiegte Sulla dort den Konsul Gaius Norbanus.